# Android Froyo
Android Froyo fue la sexta versión descontinuada de Android y es un nombre en clave del sistema operativo móvil Android desarrollado por Google, que abarcó las versiones 2.2.0 a 2.2.3. Estas versiones ya no son compatibles. Fue presentado el 20 de mayo de 2010 durante la conferencia Google I/O 2010.
Uno de los cambios más destacados en la versión de Froyo fue el anclaje USB y la funcionalidad de punto de acceso Wi-Fi. Otros cambios incluyen soporte para el servicio Android Cloud to Device Messaging (C2DM), que habilita notificaciones push, mejoras adicionales en la velocidad de las aplicaciones, implementadas a través de la compilación JIT y mostradas dentro de las aplicaciones como banners en la parte superior de la pantalla.

## Características
Las nuevas características introducidas por Froyo incluyen las siguientes: 
- Optimizaciones de velocidad, memoria y rendimiento.[4]
- Mejoras adicionales en la velocidad de la aplicación, implementadas a través de la compilación JIT.[3]
- Integración del motor JavaScript V8 de Chrome en la aplicación del navegador.
- Soporte para el servicio Android Cloud to Device Messaging (C2DM), que habilita notificaciones push.
- Soporte mejorado de Microsoft Exchange, incluidas políticas de seguridad, descubrimiento automático, búsqueda GAL, sincronización de calendario y borrado remoto.
- Lanzador de aplicaciones mejorado con accesos directos a las aplicaciones del teléfono y del navegador.
- Funcionalidad de anclaje a red USB y punto de acceso Wi-Fi.[2]
- Opción para deshabilitar el acceso a datos a través de una red móvil.
- Aplicación Market actualizada con funciones de actualización automática y por lotes.
- Cambio rápido entre varios idiomas de teclado y sus diccionarios.
- Soporte para bases de escritorio y para coche con Bluetooth.
- Soporte para contraseñas numéricas y alfanuméricas. Soporte para campos de carga de archivos en la aplicación del navegador.[5]
- El navegador ahora muestra todos los cuadros de GIF animados en lugar de solo el primer cuadro.
- Soporte para instalar aplicaciones en la memoria expandible.
- Compatibilidad con Adobe Flash,[6] posteriormente eliminado en 2.2.3.
- Soporte para pantallas de alto PPI (hasta 320 ppp), como pantallas de 720p de cuatro pulgadas.[7]
- Se introdujo la extensión de archivo .asec.
- La galería permite a los usuarios ver pilas de imágenes con un gesto de zoom.
- Se agregó un interruptor de JavaScript en forma de VB 4, que luego se eliminó en 2.2.3.